# Fuchs (Oppach)
Fuchs, auch Neuoppach genannt, ist ein Ortsteil von Oppach im Landkreis Görlitz.

## Geographie

### Lage
Die Häusergruppe in der Flur von Oppach erstreckt sich südwestlich des Großen Waldes vom Fuchsberg (343 m) bis an die tschechische Grenze im Spreetal. Durch den Ortsteil führt die Bundesstraße 96. Östlich erhebt sich der Hahneberg (410 m), westlich der Krahberg (410 m). Im Westen liegt das Tal des Beiersdorfer Wassers mit dem Gondelteich und dem Grenzmühlteich.

### Nachbarorte
| Oppach           | Oppach                                      | Tannenhof          |
| Wassergrund      | Kompassrose, die auf Nachbargemeinden zeigt |                    |
| Taubenheim/Spree | Fugau †                                     | Neusalza-Spremberg |

### Ortsgliederung
Zu Neuoppach gehören die Häusergruppen Spreedorf, Hatsche und Katermautze.

## Geschichte

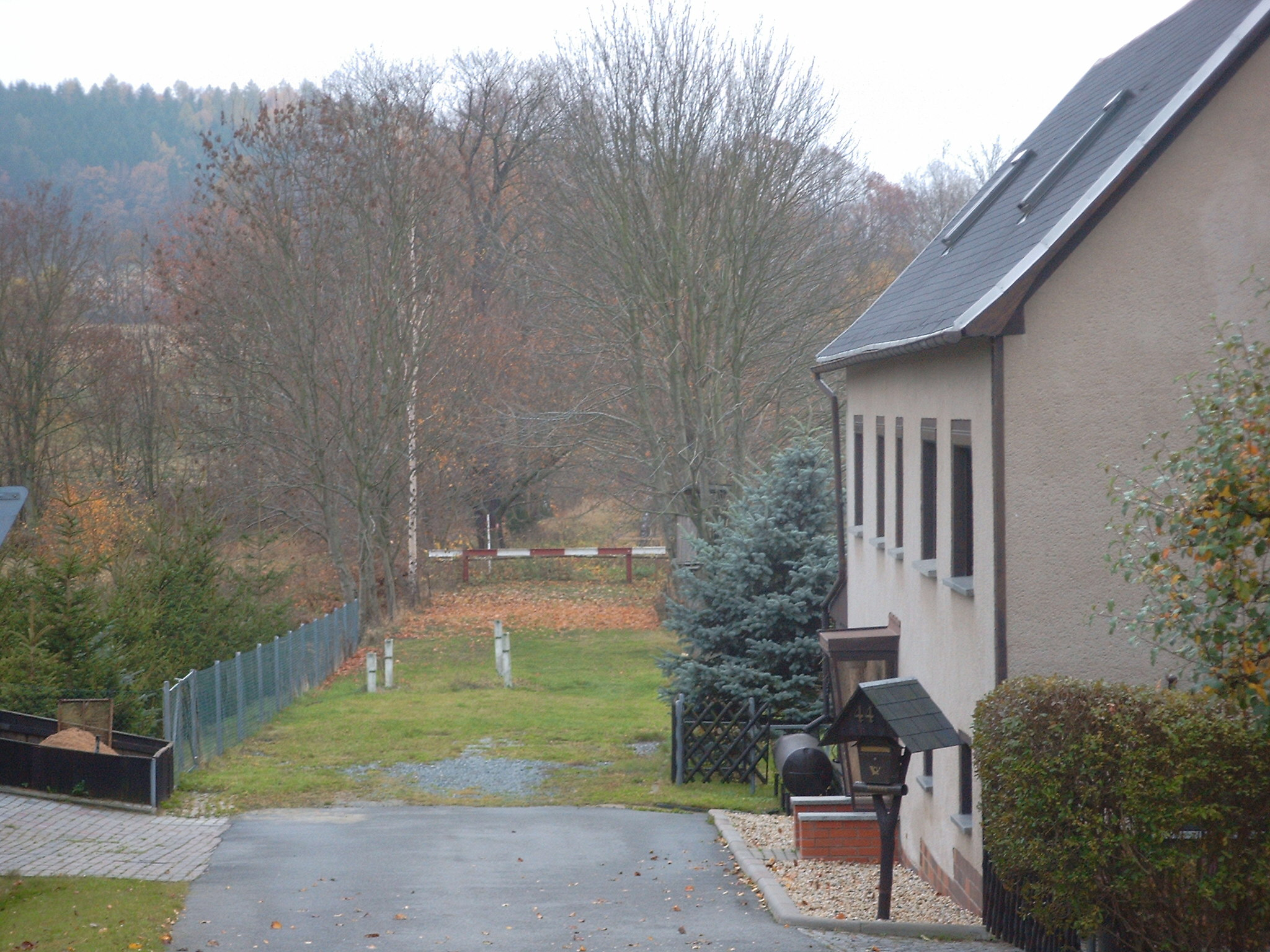
Grenzstraße im Fuchs vor der Wiedereröffnung des Grenzüberganges nach Fugau

In der zweiten Hälfte des 17. Jahrhunderts siedelten sich böhmische Exulanten aus Fugau gegenüber ihrem Heimatort um den Fugauischen Berg auf den Fluren des Rittergutes Niederoppach an. 1676 wurde das Gersdorfisch Gütlein an der Fuge und 1691 ein Haus und die Neue Schänke an der Fuge erwähnt; wahrscheinlich handelt es sich dabei um die direkt an der böhmischen Grenze stehenden Häuser von Spreedorf. Durch den Zuzug weiterer böhmischer Glaubensflüchtlinge erweiterte sich die Ansiedlung um 1700 entlang der Fugauer Straße von der Grenze bis zur Kaiserstraße, parallel zur Grenze zwischen der Oberlausitz und der kursächsischen Enklave Spremberg. Zu Beginn des 19. Jahrhunderts hatte sich Siedlung bereits entlang der Kaiserstraße bis auf den Fuchsberggipfel ausgedehnt. Zudem waren in der Mitte des 18. Jahrhunderts um den Krahberg und über dem Tal des Beiersdorfer Wasser mit der Katermautze und der Hatsche weitere Häusergruppen entstanden.
In der Mitte des 19. Jahrhunderts verlagerte sich der Siedlungsschwerpunkt nach der Chaussierung der Kaiserstraße auf den Fuchsberg. Neuoppach war immer ein Gemeindeteil von Oppach.
Nach dem Zweiten Weltkrieg wurde der alte Grenzübergang über die Spree nach Fugau geschlossen, 1960 wurde Fugau schließlich dem Erdboden gleichgemacht. Am 1. April 2006 wurde die alte Fugauer Straße durch einen touristischen Grenzübergang zwischen Oppach und Schluckenau wiedereröffnet.
In den Jahren 1978–1979 wurde die katholische Pfarrkirche St. Antonius gebaut.

### Ortsnamensformen
Auf alten Karten vom Beginn des 19. Jahrhunderts ist der Ortsteil als Neu Oppach bezeichnet, ab 1875 lautete der amtliche Name „Neuoppach“. Im Volksmund hieß der Ortsteil der Fuchs.

### Einwohnerentwicklung
Beim Zensus vom 9. Mai 2011 bestand Fuchs aus 106 Wohngebäuden, in denen 311 Personen lebten. Das Durchschnittsalter lag bei 49,4 Jahren.
| Jahr | Einwohner             |
| 1777 | 2 Gärtner, 30 Häusler |
| 1834 | 424                   |
| 1871 | 453                   |
| 1890 | 543                   |
| 2011 | 311                   |

### Verwaltungszugehörigkeit
- 1777: Bautzener Kreis, 1843: Landgerichtsbezirk Bautzen, 1856: Gerichtsamt Neusalza, 1875: Amtshauptmannschaft Löbau, 1952: Kreis Löbau, 1994: Landkreis Löbau-Zittau, 1. August 2008: Landkreis Görlitz

## Besonderheiten
- katholische Kirche St. Antonius: der moderne Kirchenbau mit freistehendem Campanile wurde 1979 geweiht und ersetzte eine Barackenkirche. Er bietet Platz für 200 Besucher. Wegen Einsturzgefahr wurde der Campanile 2009 abgebrochen und durch einen neuen Glockenturm ersetzt. Die Figur des hl. Antonius schuf der Holzschnitzer Witte, der Kreuzweg stammt von Alexander Alfs. Die Madonna ist eine Kopie der in der Philippsdorfer Wallfahrtsbasilika Maria Hilf befindlichen Figur.[4]